# Escudo de Atenas
El sello de la ciudad de Atenas es un signo para la certificación de documentos utilizado por su Ayuntamiento, ya que esta institución no cuenta con un escudo heráldico propiamente dicho. En la parte inferior de la composición figura la inscripción: Δήμος Αθηναίων, Dímos Athinéo, que en griego significa "Ayuntamiento de Atenas" escrito con letras doradas en una cinta de color azul oscuro.
En la parte central del sello se muestra su elemento más importante, el busto de la diosa Palas Atenea (Παλλὰς Ἀθήνα), colocado de perfil y mirando a la izquierda del emblema, la derecha del espectador. El busto de la diosa se encuentra dentro de un círculo de color azul oscuro, con su borde de color rojo y decorado con 36 puntos dorados. El círculo azul está rodeado por una corona de laurel de color dorado. La corona y el círculo aparecen resaltados en el interior de otro, de color blanco. El círculo blanco está situado sobre una cruz griega sobre un campo azul oscuro, muy semejante al escudo de Grecia. A diferencia de este, en el sello de la ciudad la cruz es de color dorado, no blanco, y se encuentra enmarcada por otra corona de laurel que es idéntica a la antes mencionada pero de mayor tamaño.
Atenea es una de las principales divinidades del panteón griego y uno de los doce dioses olímpicos. Fue venerada como la diosa de la guerra, civilización, sabiduría, estrategia, de las ciencias, de la justicia y de la habilidad. Tuvo una relación especial con la capital griega, como demuestra la conexión etimológica de los nombres de la diosa y la ciudad.
La corona de laurel fue la recompensa que en la antigua Grecia y Roma se entregaba como a poetas (poeta laureado), deportistas y guerreros en señal de victoria.

## Historia

### Edad Media
Durante la Edad Media Atenas bajo la figura del Ducado de Atenas fue cambiando de escudo conforme a la dinastía que ocupase el ducado. La primera de estas fue la casa de la Roche, entre el 1205 y el 1208, sus armas eran:

"Equipolado de gules y armiño".

Tras estos fue elegido como nuevo duque Gautier V, conde de Brienne pero fue depuesto en 1311 por los almogávares, aun así sus descendiente siguieron reclamando el gobierno de Atenas hasta 1394. Las armas durante ese periodo fueron:

De azur, león de oro, lampasado y armado de gules".

En 1311 los almogávares entregan el ducado a Federico II rey de Sicilia, que más tarde pasaría a la Corona de Aragón incluyendo Atenas. Tanto Sicilia como Aragón al ser gobernados por la casa real de Aragón, sus armas eran la conocida como Señal real de Aragón:

"De oro, cuatro palos de gules".

Nerio I Acciaioli, que intentaba la conquista del ducado desde 1385 tomó la ciudad en 1388. A partir de este momento el Ducado pertenecerá a la familia florentina de los Acciajuoli hasta la conquista otomana, con un breve paréntesis entre 1395 y 1402, en el que Venecia controló el Ducado. A partir de 1415 pasó a ser tributario del Imperio otomano existiendo de esta forma hasta 1460. Las armas de esta casa eran:

"De plata, león de azur, lampasado y armado de gules".

|                                 |
| Casa de la Roche. (1205 - 1308) |

|                                |
| Casa de Brienne. (1308 - 1311) |

|                                     |
| Señal real de Aragón. (1311 - 1388) |

|                                |
| Casa Acciaiuoli. (1388 - 1460) |